# Aelianus
 Aelianus (zm. 286) – przywódca razem z Amandusem powstania chłopów (Bagaudowie) w Galii w latach ok. 285–286, za panowania cesarza Dioklecjana. Powstanie zostało stłumione przez cesarza Maksymiana.